# 도난 버스
도난 버스(일본어: 道南バス, 영어: Donan Bus)는 일본의 버스 회사이다. 홋카이도 무로란시를 중심으로 이부리, 히다카, 시리베시 지역을 주된 사업 지역으로 하고 있다.